# Systropus doddi
Systropus doddi är en tvåvingeart som beskrevs av Roberts 1929. Systropus doddi ingår i släktet Systropus och familjen svävflugor. Inga underarter finns listade i Catalogue of Life.